# 飛鳥 (運動)
飛鳥（英語：Fly），跟臥推一樣都是鍛鍊胸部肌肉為主的負重訓練。分別為臥推有助增加胸大肌的厚度，而飛鳥則可以讓左右兩邊胸肌更加合攏。

## 器械
- 蝴蝶機
- 啞鈴
- 纜索
- 臥推凳

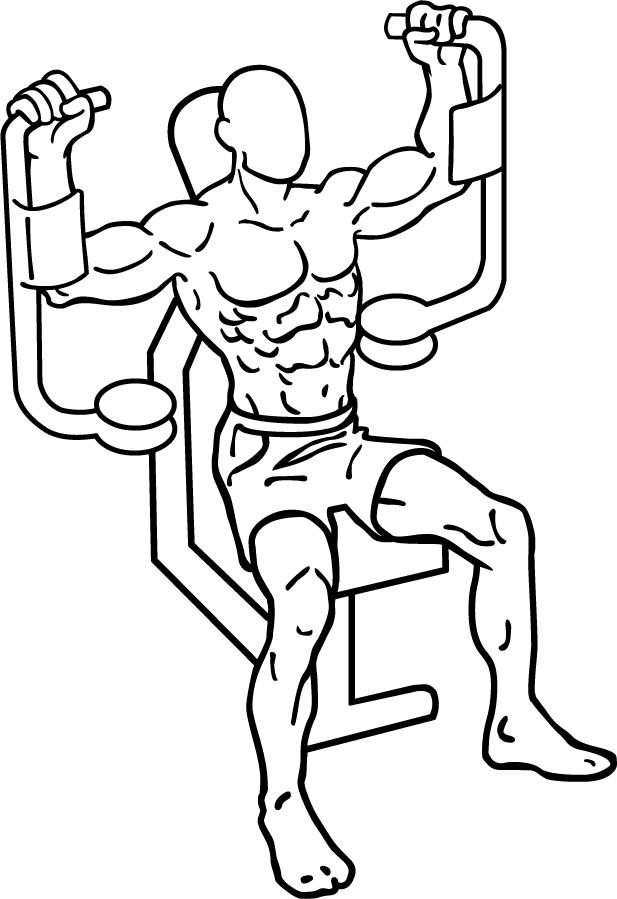
蝴蝶機飛鳥（開始）
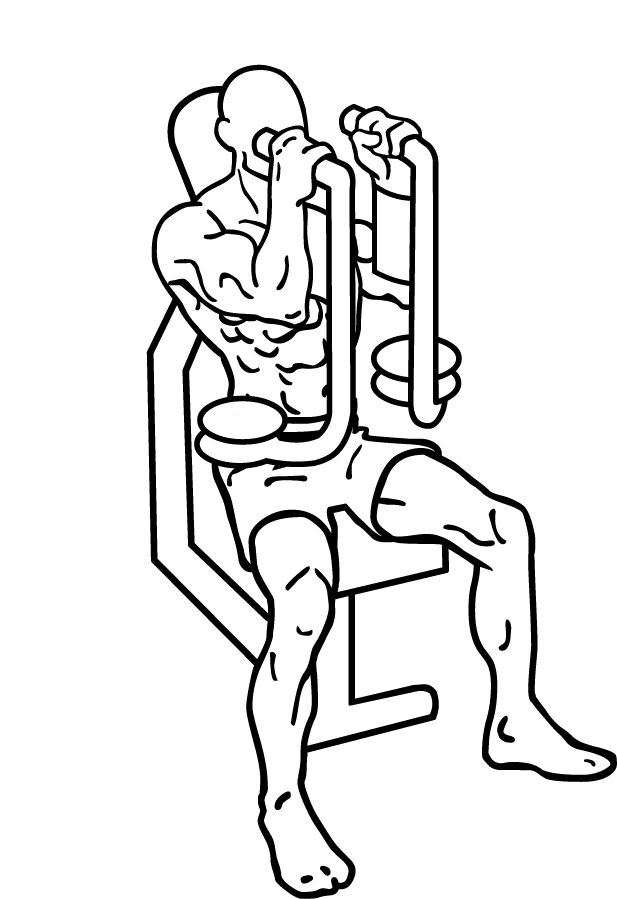
蝴蝶機飛鳥（結束）
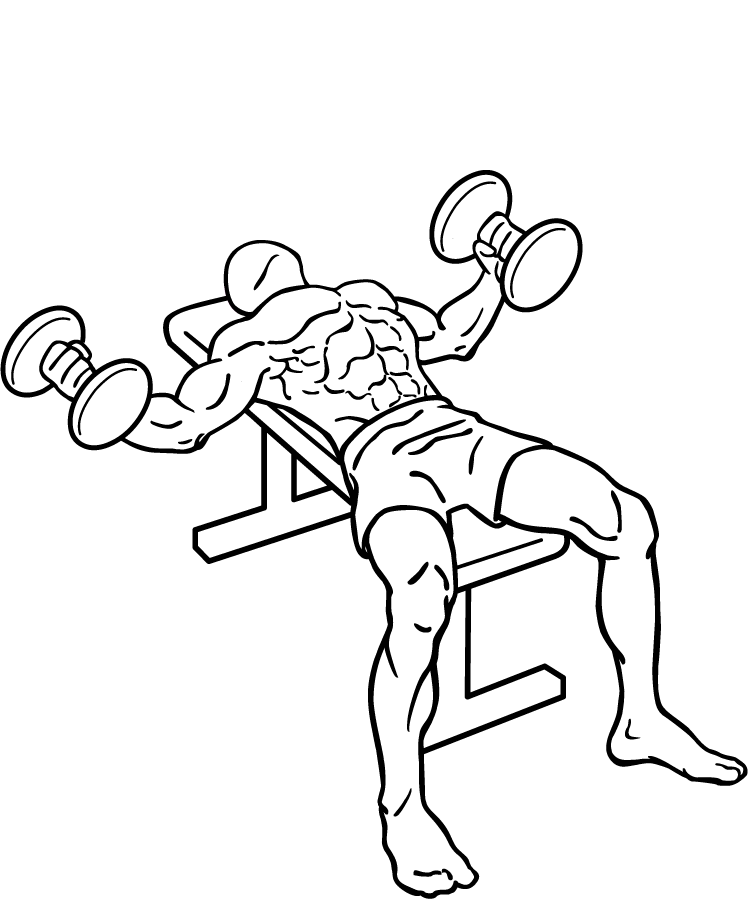
啞鈴飛鳥（開始）
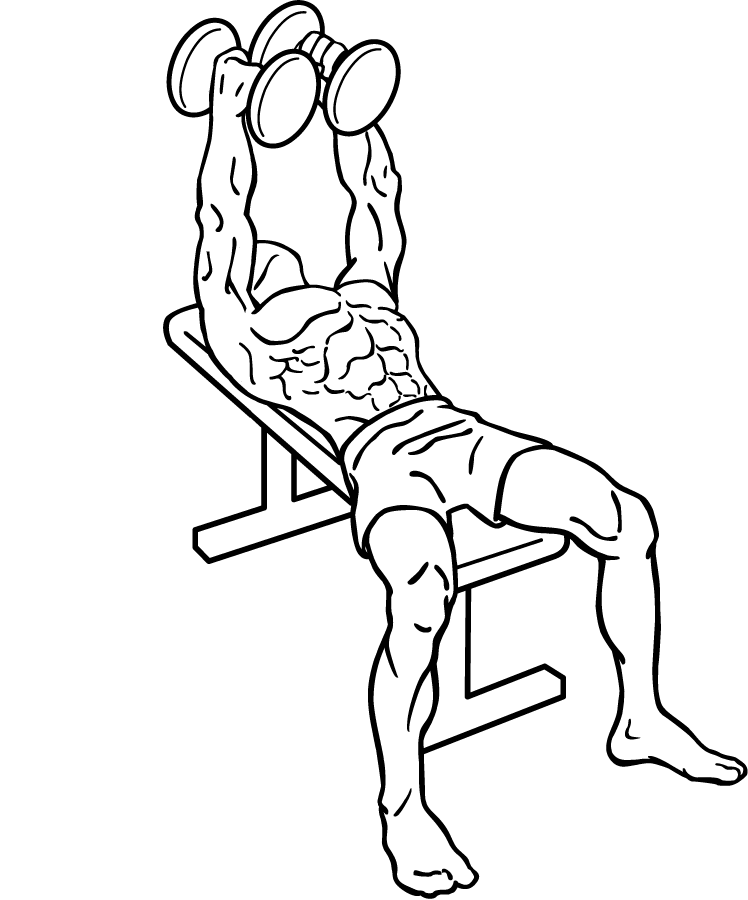
啞鈴飛鳥（結束）

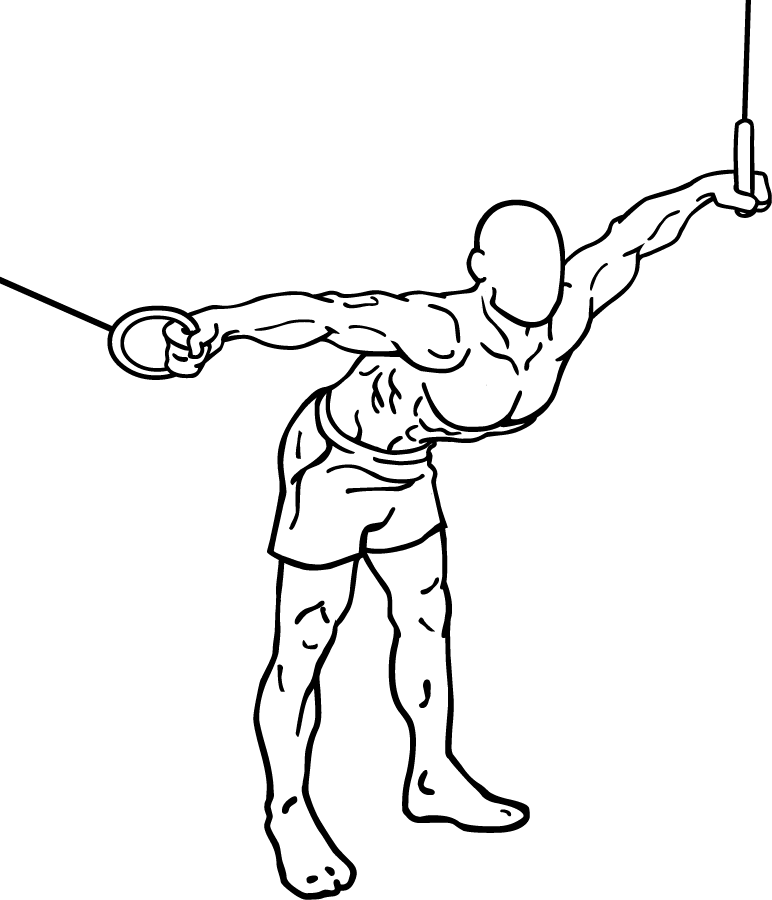
上胸纜索飛鳥（開始）
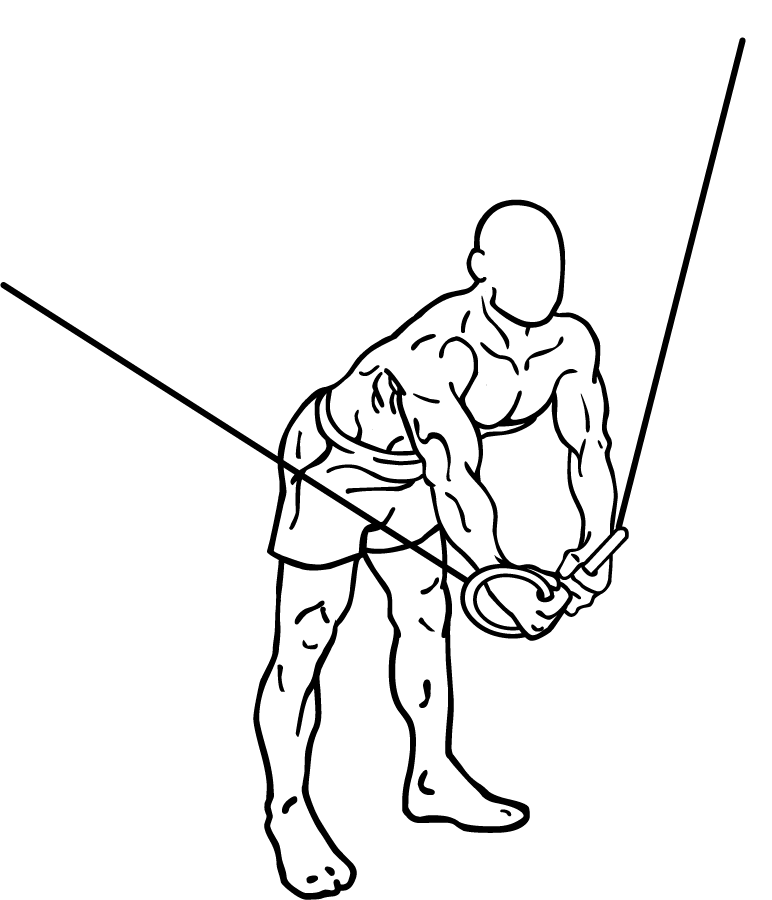
上胸纜索飛鳥（結束）
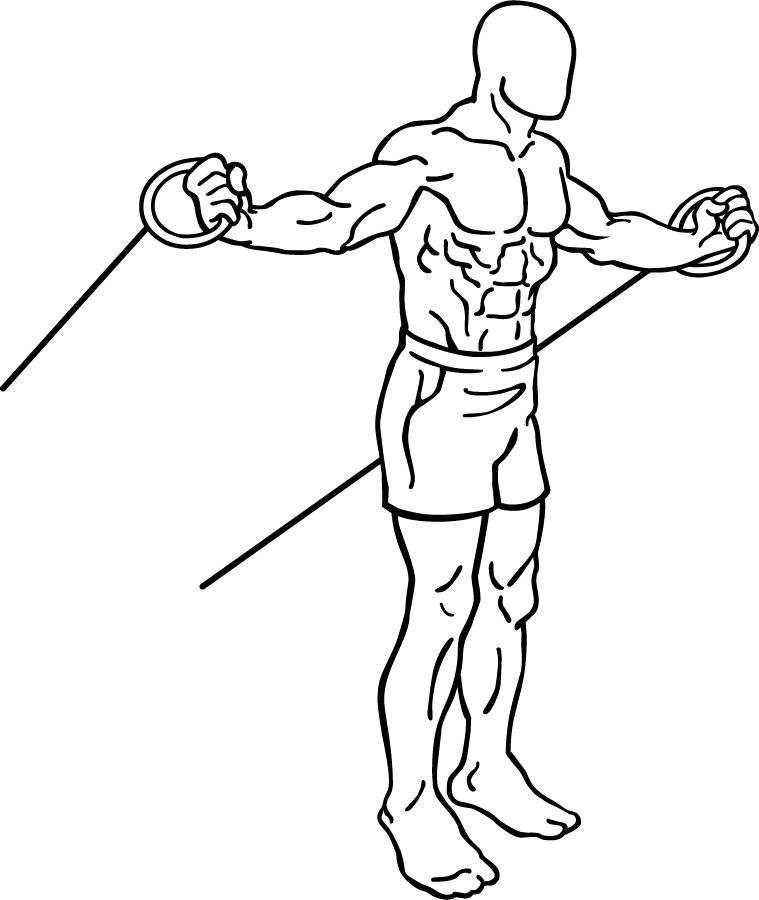
下胸纜索飛鳥（開始）
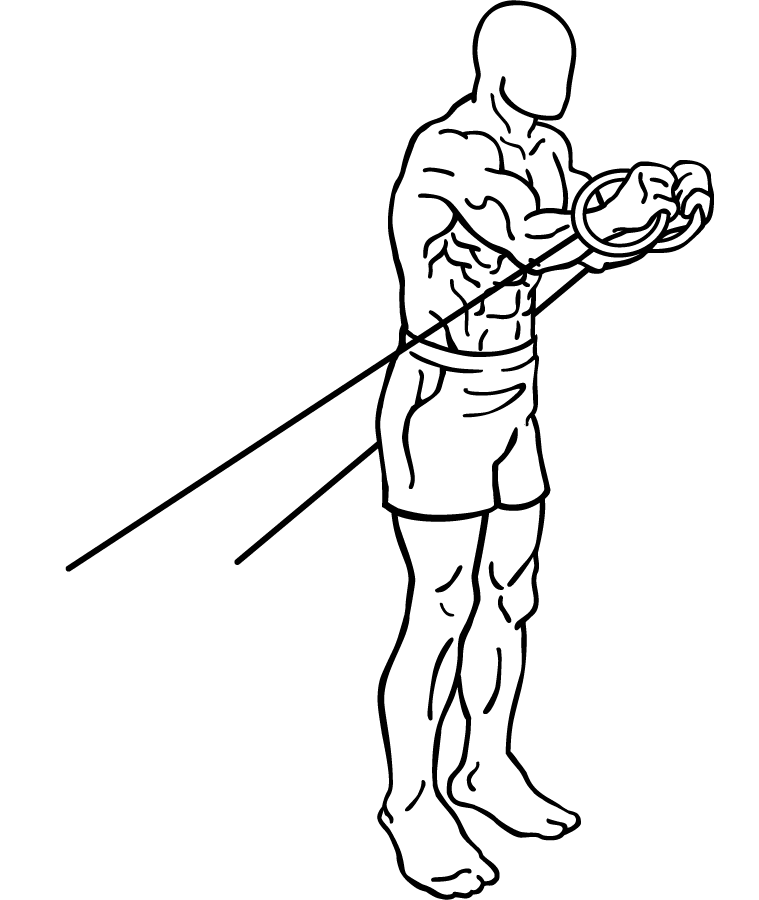
下胸纜索飛鳥（結束）
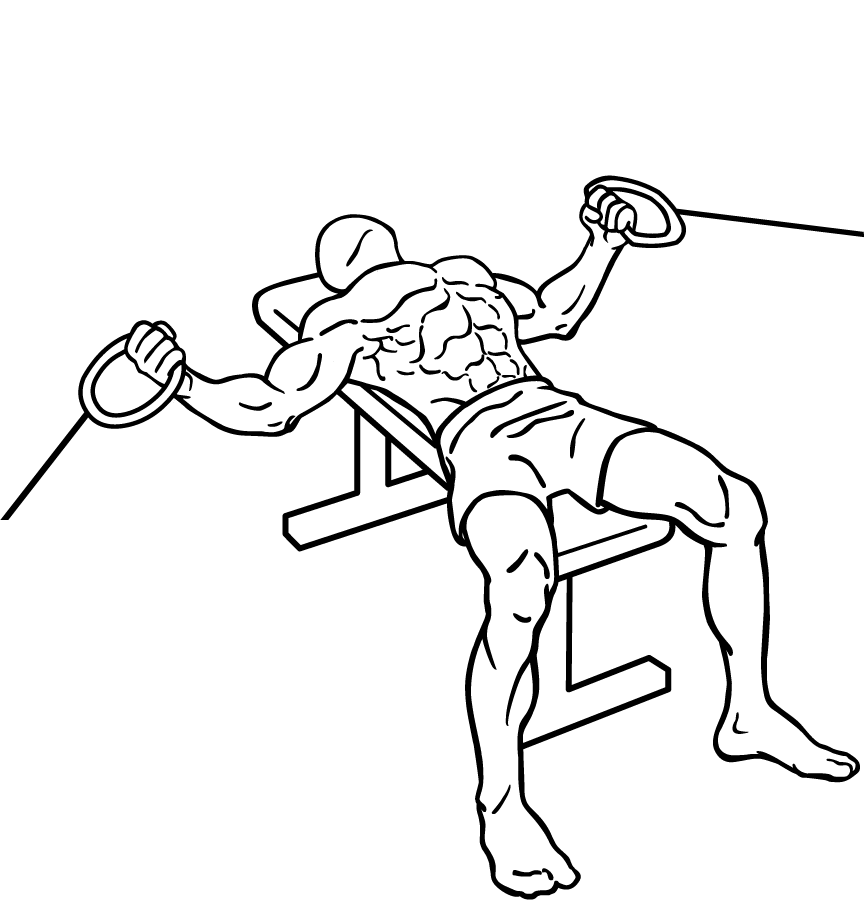
平胸纜索飛鳥（開始）
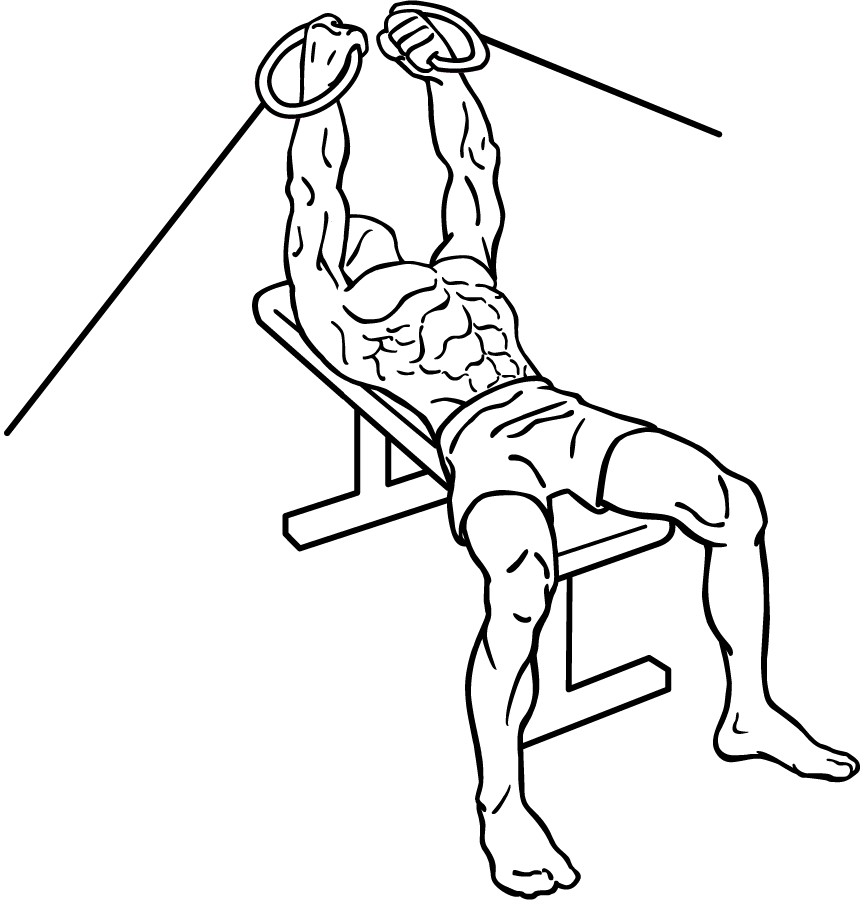
平胸纜索飛鳥（結束）